# كوميديا دراما

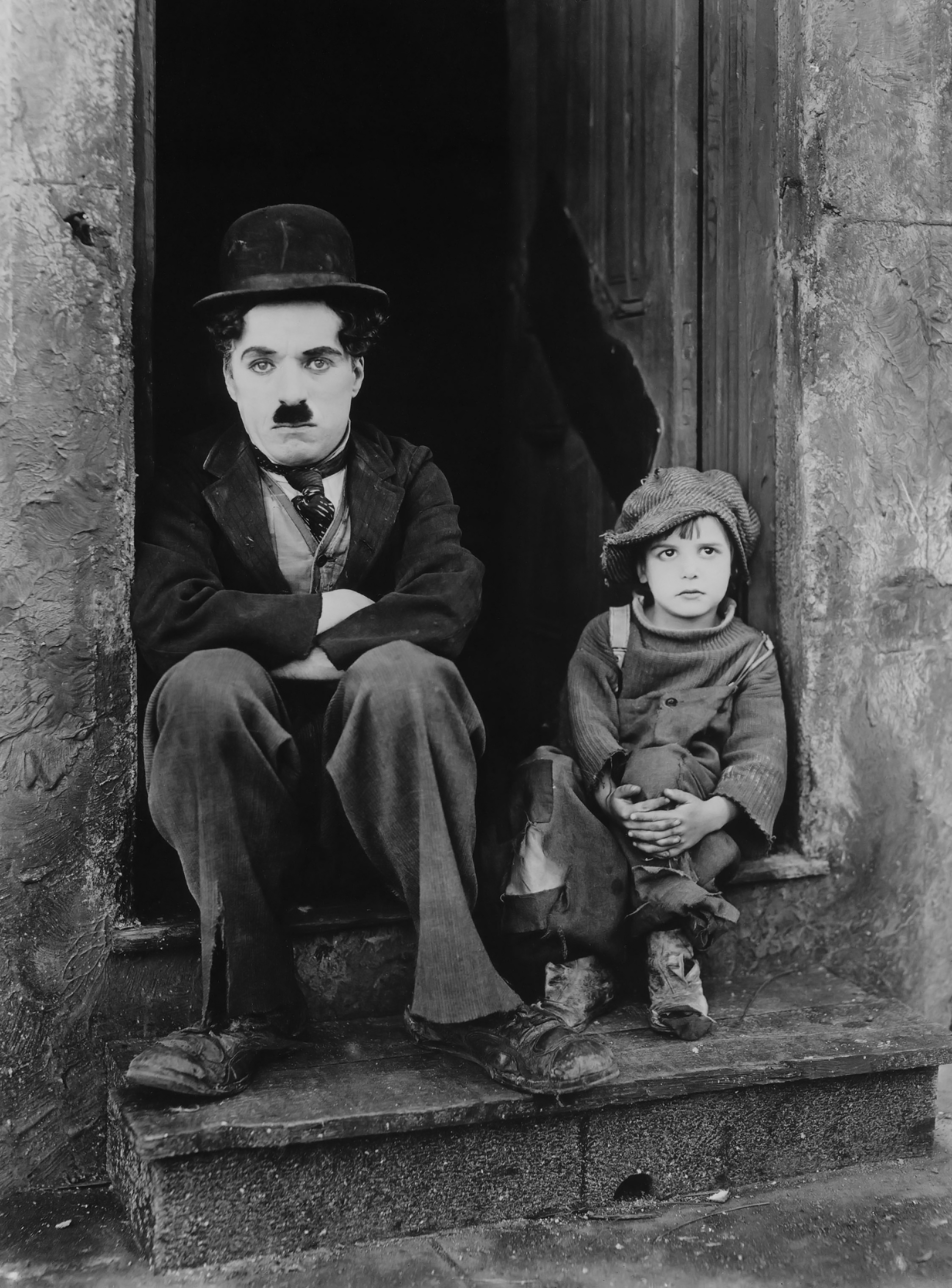

كوميديا دراما (بالإنجليزية: Comedy-drama)‏ هو نوع من الأفلام ، المسرح ، والتلفاز يجمع بين عناصر الكوميديا والدراما، محتوية على كل من روح الدعابة وبعض المحتوى الجدي في بعض الأحيان.